# Марија Сунд
 Марија Сунд је шведска параолимпијска алпска скијашица . Представљала је Шведску на Зимским параолимпијским играма 1992. Освојила је сребрну медаљу.

## Каријера
На Зимским параолимпијским играма 1992. , освојила је сребрну медаљу у женском слалому ЛВ5/7,6/8 . Такмичила се у женском спусту ЛВ5/7,6/8 са петом позицијом, у велеслалому за жене ЛВ5/7,6/8 са седмом позицијом, и у супервелеслалому ЛВ5/7,6/8 за жене.